# Anthurium coleorrhiza
Anthurium coleorrhiza är en kallaväxtart som beskrevs av Thomas Bernard Croat och D.C.Bay. Anthurium coleorrhiza ingår i släktet Anthurium och familjen kallaväxter. Inga underarter finns listade.